# Hymenophyllum trichophorum
Hymenophyllum trichophorum är en hinnbräkenväxtart som först beskrevs av Cornelis Rugier Willem Karel van Alderwerelt van Rosenburgh, och fick sitt nu gällande namn av Ebihara och K. Iwats. Hymenophyllum trichophorum ingår i släktet Hymenophyllum och familjen Hymenophyllaceae. Inga underarter finns listade.